# Gong Zhichao
Gong Zhichao (en chino: 龚智超; Anhua, 15 de diciembre de 1977) es una deportista china que compitió en bádminton, en la modalidad individual.
Participó en los Juegos Olímpicos de Sídney 2000, obteniendo una medalla de oro en la prueba individual. Ganó dos medallas en el Campeonato Mundial de Bádminton, plata en 1997 y bronce en 2001.

## Palmarés internacional
| Juegos Olímpicos   | Juegos Olímpicos      | Juegos Olímpicos  | Juegos Olímpicos |
| Año                | Lugar                 | Medalla           | Prueba           |
| ------------------ | --------------------- | ----------------- | ---------------- |
| 2000               | Sídney (Australia)    | Medalla de oro    | Individual       |
| Campeonato Mundial |                       |                   |                  |
| Año                | Lugar                 | Medalla           | Prueba           |
| 1997               | Glasgow (Reino Unido) | Medalla de plata  | Individual       |
| 2001               | Sevilla (España)      | Medalla de bronce | Individual       |